# ジャニカ・サウスウィック
ジャニカ・サウスウィック（Janica Southwick）は、アメリカユタ州出身の俳優、声優、司会者、イメージコンサルタント、タレント事務所・キッズ英会話教室・ネイルサロンの経営者である。

## 来歴
高校を在学中にウェーバー州立大学に特別入学、後に上智大学比較文化学部に留学した。

## 出演

### ラジオ番組
- 基礎英語2（NHKラジオ第2放送）（1999年[2]、2012年）
- 基礎英語1（NHKラジオ第2放送）（2006年 - 2011年）
- 基礎英語3（NHKラジオ第2放送）（2013年[2] - 2016年）

### テレビ番組
- ここがヘンだよ日本人（TBS）（1998年 - 2002年）
父親であるエドワード・サウスウィックと一緒に出演。
- ボキャブラ天国（フジテレビ）
スティーブ・ソレイシィとのコンビで、「スティーブ＆ジャニカ」として出演。
- えいごリアン[1]（NHK Eテレ）- ジャニカ役（2000年[疑問点 – ノート][2] - 2002年）
- 笑ゥせぇるすまん（テレビ朝日） - ジニー役
- 叱って!ブロンド先生（TBS）
- 英語の達人（BS朝日）[2]
- エックスハイウェイの旅（西日本放送）[2]
- ビッグトラベラーズTV（スカイパーフェクトTV）[2]
- オダギリジョーの大東京旅行者（スカイパーフェクトTV）[2]

### CM
- ECC[2]
- ベネッセコーポレーション[2]

### その他
- 給食えいご Lunch in English 〜給食時間の校内放送で英語になじもう〜（2018年）

## 著書
- 『小学校卒業までにスラスラ英会話』（主婦と生活社）[2]
- 「ネイティブが毎日使う英語のジェスチャー５０」（国際語学社）
- 「ジャニカの５秒で返信」（三修社）[1]